# Thierry Ruet
Pour les articles homonymes, voir Ruet (homonymie).
Pas d'image ? Cliquez ici

a Compétitions nationales et continentales officielles uniquement.

Thierry Ruet, né à Orléans le 11 mars 1966, est un joueur français de rugby à XV évoluant au poste d'arrière ou de demi d'ouverture.

## Biographie
Il commence sa carrière à Orléans[réf. nécessaire] et est recruté par Toulon où il poursuit sa carrière. Il dispute le huitième de finale Toulon-Bègles et est à l'origine d'une bagarre[réf. nécessaire][Où ?][Quand ?][Quoi ?]. Il marque ce jour-là six pénalités, soit les 18 points de la victoire toulonnaise pour son dernier match à Mayol.
Manquant de temps de jeu, en juillet 2011, il part au Stade bordelais puis au CA Bordeaux Bègles où il termine sa carrière[réf. nécessaire].

## Palmarès
Avec Toulon
- Championnat de France de première division :
  - Finaliste (1) : 1989
- Championnat de France Nationale B :
  - Champion (1) : 1988

Avec Bordeaux Bègles
- Challenge Yves du Manoir :
  - Finaliste (1) : 1995 (ne joue pas la finale)